# Fosso dè Pozzi
Il Fosso dè Pozzi è un affluente alla sinistra idrografica del torrente Fersinone, terzo per portata dopo il Faenella ed il Fosso delle Setole. Nasce a pochi metri da Poggio Aquilone,per terminare 1,3 km dopo. L'unico punto che non appartiene alla provincia di Terni è la foce, sul comune di Marsciano (PG).

## Il corso
Il brevissimo corso del ruscello si svolge in una zona disabitata, quindi le sue acque(quando presenti) sono limpidissime e freschissime perché di sorgente.